# FreeBASIC
FreeBASIC 是一个 BASIC 语言的编译器，可运行在Microsoft Windows、保护模式的DOS（DOS扩展器）、Linux以及Xbox上。
FreeBASIC通过使用"QB"关键字可以在高级别上支持用QBASIC编写的程序。许多用QBASIC写的程序可以在不需任何修改的情况下编译和运行在这个模式下。但是如果使用默认的参数来编译的话，大部分的程序还是要进行一些修改的。

## 特性

### 平台支持
FreeBASIC 现在可以运行在64位和32位的 Windows、GNU/Linux，FreeBSD, 以及16位的 DOS系统。也可以为 Xbox 创建应用程序（Xbox 版本目前已不再维护）。运行时库被设计成可移植的。所有第三方工具均使用来自 GNU Binutils。系统上编译器 100% 用 FreeBASIC 代码写成，使得可以简单的自举而不需要依赖太多的不可移植工具。

### 现代编程语言特性支持
FreeBASIC作为一种高级编程语言，支持面向过程、面向对象和元编程。

### 调试支持
完全支持GDB（GNU 调试器），数组越界检查（只有使用 -exx 命令行选项），空指针检查（同上）。

### 图形界面支持
该项目提供了与常见程序库的简单的绑定，比如：C 运行时库、Allegro、SDL、OpenGL、GTK+、Windows API等，同时也提供了一些示例程序。
它使用GNU Binutils软件开发工具作为后端，除了动态和静态库，还可以制作控制台和图形／GUI可执行文件。FreeBASIC完全支持C库和部分C++库。这使得程序员可以使用和创建C和许多其他语言的库。
FreeBASIC还不是一个优化编译器，但是它的速度被认为接近主流工具，如GCC。

## 语法
FreeBASIC语法试图尽量保持接近BASIC语法，特别是QuickBASIC。虽然语法上试图保持与其前辈一致，FreeBASIC还是遵循了一些现代的标准和编码实现。具有标准的过程特性以及面向对象特性，如对象、运算符重载、函数重载和命名空间等等，已经被加入到FreeBASIC中。
FreeBASIC的行在遇到行尾字符或冒号时结束。因此不需要使用特殊字符（如C语言中的分号）来通知编译器此行结束。多条语句可以通过冒号:分割写在一行里。
FreeBASIC支持块注释和行尾注释。整行注释使用一个撇号'，块注释从/'开始，到'/结束。

### 兼容性
FreeBASIC继承自QuickBASIC。为了使FreeBASIC与现代的工具兼容并且具有高级编程特性，在开发FreeBASIC的时候还是进行了一些修改的。而-lang选项的设置使得FreeBASIC编译器也能够适应GCC和QuickBASIC兼容语言。
- 当选择FB语言设置时（命令行参数为-lang fb），将开启所有的FreeBASIC新特性，并且不允许使用QuickBASIC的"hackish"特性（该特性不符合现代编程实践）。

- FB-Lite语言设置（-lang fblite）提供了访问大多数FreeBASIC中新的非面向对象的特性，但是允许使用与老版本BASIC类似的代码风格。语法规则，如允许隐变量、后缀、GOSUB / RETURN、行号等等。

- QB语言设置（-lang qb）与-lang fblite类似，但是它更专注于复制QBASIC式的行为。-lang qb被设计用来使为QBASIC写的程序能够更容易地运行，在有的情况下-lang fblite的兼容性不够好，这时-lang qb就会很有用。

### 示例代码
和QBasic一样，在屏幕上写入一行文本的程序可以写成如下的简单语句：
```
Print
 
"Hello, World!"

Sleep

```

而且也加入一些面向对象的性质，例如动态连接库，运算符重载，以下是面向对象的例子代码：
```
/
'A Vector motion class'/

Type
 
Vector

	
W
 
as
 
Integer

	
H
 
as
 
Integer

	
Declare
 
Constructor
 
(
nW
 
as
 
Integer
,
 
nH
 
as
 
Integer
)

End
 
Type

 

Constructor
 
Vector
 
(
nW
 
as
 
Integer
,
 
nH
 
as
 
Integer
)

	
W
 
=
 
nW

	
H
 
=
 
nH

End
 
Constructor

 

/
'Create an object class'/

Type
 
Object

	
Private:

		
X
 
as
 
Integer

		
Y
 
as
 
Integer

		
Movement
 
as
 
Vector
 
Pointer

	
Public:

		
/
'Create public methods, including a destructor for automated cleanup'/

		
Declare
 
Constructor
 
(
nX
 
as
 
Integer
,
 
nY
 
as
 
Integer
)

		
Declare
 
Destructor
 
()

		
Declare
 
Sub
 
SetMotion
 
(
Motion
 
as
 
Vector
 
Pointer
)

		
Declare
 
Sub
 
Move
 
()

		
Declare
 
Property
 
GetX
 
as
 
Integer

End
 
Type

 

/
'Set initial coordinates'/

Constructor
 
Object
 
(
nX
 
as
 
Integer
,
 
nY
 
as
 
Integer
)

	
X
 
=
 
nX

	
Y
 
=
 
nY

End
 
Constructor

 

/
'Clean up allocated memory'/

Destructor
 
Object
 
()

	
delete
 
Movement

End
 
Destructor

 

/
'Set the motion Vector'/

Sub
 
Object
.
SetMotion
 
(
Motion
 
as
 
Vector
 
Pointer
)

	
Movement
 
=
 
Motion

End
 
Sub

 

/
'Move the object based on its motion Vector'/

Sub
 
Object
.
Move
 
()

	
X
 
+=
 
Movement
->
W

	
Y
 
+=
 
Movement
->
H

End
 
Sub

 

/
'A getter for X, as it's private'/

Property
 
Object
.
GetX
 
as
 
Integer

	
Return
 
X

End
 
Property

 

	
/
'MAIN CODE'/

 

/
'Create a new instance of Object at coordinates 100, 100'/

Dim
 
Player
 
as
 
Object
 
=
 
Type
<
Object
>
(
100
,
 
100
)

 

/
'Dynamically allocate a new Vector object

moving
 
left
 
10
 
units
 
and
 
down
 
5
'/

Player
.
SetMotion
(
new
 
Vector
 
(
-10
,
 
5
))

 

/
'Make the Player update its location'/

Player
.
Move
()

 

/
'Display new X, 90'/

Print
 
Player
.
GetX

 

/
'Because Player is a local variable, it's destructor is

called
 
at
 
the
 
end
 
of
 
scope
 
automatically
'/

```

## 图形库
FreeBASIC拥有一个内置的2D软件图形库，与QuickBASIC兼容，为用户提供了简单的图形元素（如矩形，线和圆）、位块传输以及一些QuickBASIC的图形库中没有的附加特性。图形库本身并不依赖于操作系统，因此可以跨平台使用。
虽然图形库是内置的，但是只有在选择使用时才会被包含，这可以简单地通过调用FBgfx SCREEN命令来实现。通用库（如OpenGL+）为了硬件加速使用API（Windows、Linux等）来创建一个窗口可以不包含FreeBASIC的图形库。

## 未来的开发
FreeBASIC仍然继续开发，目标是成为一个GCC前端，这将带来许多C++和其他面向对象编程语言中的新特性，高级优化技术，以及可以移植到任何现代系统上的能力。
0.17版中已经加入了面向对象程序设计的类，扩展了基本的数据类型。还有更多的新特性值得期待。